# Hysteria – The Def Leppard Story
Hysteria – The Def Leppard Story är en amerikansk TV-film från år 2001 som regisserades av Robert Mandel. Det är en biografisk film som handlar om hårdrocksbandet Def Leppard.

## Handling
Tiden var slutet av 1970-talet och platsen var industristaden Sheffield i England. Där bildades vad som skulle komma att bli ett av 1980-talets största hårdrocksband - Def Leppard!
Man får följa bandets resa från fattigdom till rikedom. Det är en resa kantad av alkoholproblem, personliga konflikter och bilolyckor.

## Rollista (urval)
- Nick Bagnall - Pete Willis
- Karl Geary - Steve Clark
- Adam MacDonald - Rick Savage
- Esteban Powell - Phil Collen
- Orlando Seale - Joe Elliott
- Tat Whalley - Rick Allen
- Dean McDermott - Peter Mensch
- Anthony Michael Hall - Robert Lange